# Ulterior Motives
Pistes de Ulterior Motives (The Lost Album)
Your Guy
(2) Man Needs Love
(4)
Ulterior Motives est une chanson écrite par les compositeurs de musique de film canadiens anglais Christopher Saint Booth et Philip Adrian Booth. Enregistrée à l’origine au milieu des années 1980, elle a suscité un regain d’intérêt postérieurement à l’apparition d’un court extrait de dix-sept secondes sur Internet en 2021, soit trente-cinq ans plus tard. Les paroles supposément entendues dans cet échantillon, préalablement contestées, ont ensuite donné naissance à son titre provisoire, Everyone Knows That (souvent abrégé en EKT).
L’utilisateur carl92, membre du site de reconnaissance musicale WatZatSong sur lequel l’extrait est apparu, indique avoir découvert la chanson parmi une liste de fichiers issus d’une ancienne sauvegarde DVD, présumant alors être un vestige de la période où il apprenait à enregistrer du format audio. Depuis sa mise en ligne, plusieurs internautes ont tenté de retrouver la version complète du morceau, ainsi que des informations sur son origine et son créateur.
Le 28 avril 2024, des utilisateurs du site communautaire Reddit parviennent à identifier la racine de ce média perdu comme provenant de la bande originale du film pornographique Angels of Passion (1986) de Jerome Bronson,. En mai 2024, les frères Booth annoncent travailler sur une réédition du morceau qui sera commercialisée avec un album studio. Distribué sous le nom de groupe Who’s Who?, déjà utilisé au cours de certaines de leurs performances scéniques dans les années 1980, il sort le 22 juin 2024 au format numérique et incorpore 13 maquettes d’époque remastérisées.

## Développement et composition
L’enregistrement d’Ulterior Motives prend place en 1985 dans le studio domestique de Christopher Saint Booth et de Philip Adrian Booth, situé dans le quartier d’Encino à Los Angeles, aux États-Unis. Anciennement membres du groupe Sweeney Todd (en), les frères Booth ont ensuite commencé à travailler en tant qu’assistants de production cinématographique. Un de leurs amis qui réalisait des films pornographiques avait besoin d’un fond sonore pour l'une de ses œuvres, Angels of Passion, dont une scène en particulier sera ainsi gratifiée de la chanson. Caractérisée par un style propre à la new wave, la synthpop ou encore au rare groove (en), son contenu textuel a été inspiré par une ex-compagne de Christopher et ses penchants infidèles.

## Recherche en ligne
Le 7 octobre 2021, l’utilisateur carl92 publie l’extrait de dix-sept secondes sur WatZatSong et requiert de l’assistance pour mieux l’identifier. Il précise l’avoir « [re]découvert parmi un tas de très vieux fichiers localisés dans une sauvegarde DVD », ajoutant qu’il s’agit d’un « vestige remontant de l’époque où j’étais vraisemblablement en train d’apprendre à capturer du format audio »,. Il est alors estimé que la chanson a été enregistrée dans les années 1980 en raison de ses rapprochements stylistiques avec la musique pop de l’époque. Pour cause, les internautes pensent reconnaître une boîte à rythmes LinnDrum et un synthétiseur Yamaha DX7 dans son instrumentation,. Certains utilisateurs ont même été jusqu’à inventer des reconstitutions à partir de l’extrait original pour avoir une meilleure idée de ce que pourrait être la version complète de la chanson, tandis que d’autres ont simplement émis l’hypothèse qu’il s’agit d’un canular monté de toutes pièces par un farceur. Contre toute attente, l’extrait devient la « demande la plus notoire et la plus tenace » de WatZatSong, recevant le plus grand nombre de commentaires depuis le lancement du site en 2006.
La chanson acquiert une certaine popularité sur Internet à partir de la fin de l’année 2022 jusqu’en juin 2023, lorsqu’une communauté Reddit dédiée à sa recherche est ouverte. Le 7 janvier 2024, deux membres de cette communauté ont fait l’objet d’un entretien télévisé organisé par TF1.
La phase de recherche initiale a été laborieuse, mais suscitera un engouement au fil du temps. Certains participants supposent notamment que la source proviendrait d’une émission des années 1990 diffusée sur MTV, ou bien que la chanson serait une pièce crée exclusivement pour la production audiovisuelle ou pour une annonce promotionnelle. En août 2023, l’utilisateur HeyScarlett fait part sur Reddit d’une avancée majeure dans les recherches : une page appartenant à la base de données musicale canadienne SOCAN mentionnant des informations à propos d’une chanson intitulée Ulterior Motives, avec « Booth Christopher David » et « Booth Philip » comme noms de propriétaires associés.

### Découverte de la chanson
Le 28 avril 2024, l’utilisateur south_pole_ball parvient à identifier le titre de la pièce musicale et son créateur, ayant suivi une piste laissée par One-Truth-5867, un autre utilisateur de Reddit, qui avait lui-même réussi à trouver une chanson similaire du même artiste. L’extrait publié par carl92 avait été directement enregistré à partir du film pornographique Angels of Passion (1986). Ils découvrent alors que Christopher Booth est un auteur-compositeur prolifique de musique pour le cinéma et iront jusqu’à consulter son répertoire de films pour retrouver l’œuvre source.
Le 29 avril 2024, Christopher rédige un message sur Instagram concernant la découverte de la chanson. Il publie ensuite une vidéo montrant les paroles originales écrites dans son studio d’enregistrement, révélant que la phrase entendue dans l’extrait était en réalité « Everyone knows it… ». Au cours d’une entrevue audio pour CBC News, il affirme que le morceau n’avait pas été composé exclusivement pour le film. Le 1er mai 2024, lors d’un entretien accordé à Rolling Stone, Christopher révèle qu’il prévoit de sortir un nouvel album influencé par le paysage sonore d’Ulterior Motives, ayant déjà retrouvé sa maquette rythmique d’origine mais pas de parties vocales, qui seront éventuellement réenregistrées. Quelques jours plus tard, il précise toutefois avoir retrouvé les pistes instrumentales de guitare, de basse et de batterie.

## Paroles
| Texte original en anglais | Traduction française |
| --- | --- |
| Something in your eyes makes me realize How strange it seems Something in your smile could be up on trial Of broken dreams You're counting all your sheep in disguise Caught up in the world of lies Everyone knows it (you’ve got) Ulterior motives, tell me the truth Every move shows it (ah-ha) Don't you realize that you're telling lies? If something’s on your mind, spit it out and find The perfect scam All your truth and dares, do you really care Just who I am? You're always biting more than you can chew When will you realize the truth? 'Cause everyone knows it (you've got) Ulterior motives, tell me the truth Every move shows it (ah-ha) I got it from the wise that you're telling lies Everyone knows it (knows it), you've got Ulterior motives, tell me the truth Every move shows it (shows it) That you've got ulterior motives (ah) You're always biting more than you can chew You’re always saying more than you knew You’re counting all your sheep in disguise Caught up in the world of lies Everyone knows it (knows it) | Quelque chose dans tes yeux me fait prendre conscience À quel point tout cela semble étrange Quelque chose dans ton sourire pourrait se présenter Au procès des rêves brisés Tu comptes tous tes moutons en cachette Pris dans un tourbillon de mensonges Tout le monde le sait (que tu as) Des arrière-pensées, dis-moi la vérité Chaque geste le montre (ah-ha) Ne te rends-tu pas compte que tu racontes des mensonges ? Si quelque chose te dérange, dis-le et trouve la combine parfaite Dans tous tes faits et gestes, est-ce que tu te soucies vraiment de ma personne ? Tu mords toujours plus que tu ne peux mâcher Quand te rendras-tu compte de la vérité ? Tout le monde le sait (que tu as) Des arrière-pensées, dis-moi la vérité Chaque geste le montre (ah-ha) J’ai appris par la sagesse que tu racontes des mensonges Tout le monde le sait (que tu as) Des arrière-pensées, dis-moi la vérité Chaque geste le montre (ah-ha) Que tu as des arrière-pensées (ah) Tu mords toujours plus que tu ne peux mâcher Tu en dis toujours plus que tu n’en sais Tu comptes tous tes moutons en cachette Pris dans un tourbillon de mensonges Tout le monde le sait (le sait bien) |

## Crédits
Informations fournies par Rolling Stone
- Christopher Saint Booth – chant, LinnDrum
- Philip Adrian Booth – guitariste-claviériste, LinnDrum